# Cantonul Pont-de-Roide
Cantonul Pont-de-Roide este un canton din arondismentul Montbéliard, departamentul Doubs, regiunea Franche-Comté, Franța.

## Comune
- Berche
- Bourguignon
- Colombier-Fontaine
- Dambelin
- Dampierre-sur-le-Doubs
- Écot
- Étouvans
- Feule
- Goux-lès-Dambelin
- Mathay
- Neuchâtel-Urtière
- Noirefontaine
- Péseux
- Pont-de-Roide (reședință)
- Rémondans-Vaivre
- Rosières-sur-Barbèche
- Solemont
- Valonne
- Vernois-lès-Belvoir
- Villars-sous-Dampjoux
- Villars-sous-Écot